# Koszary

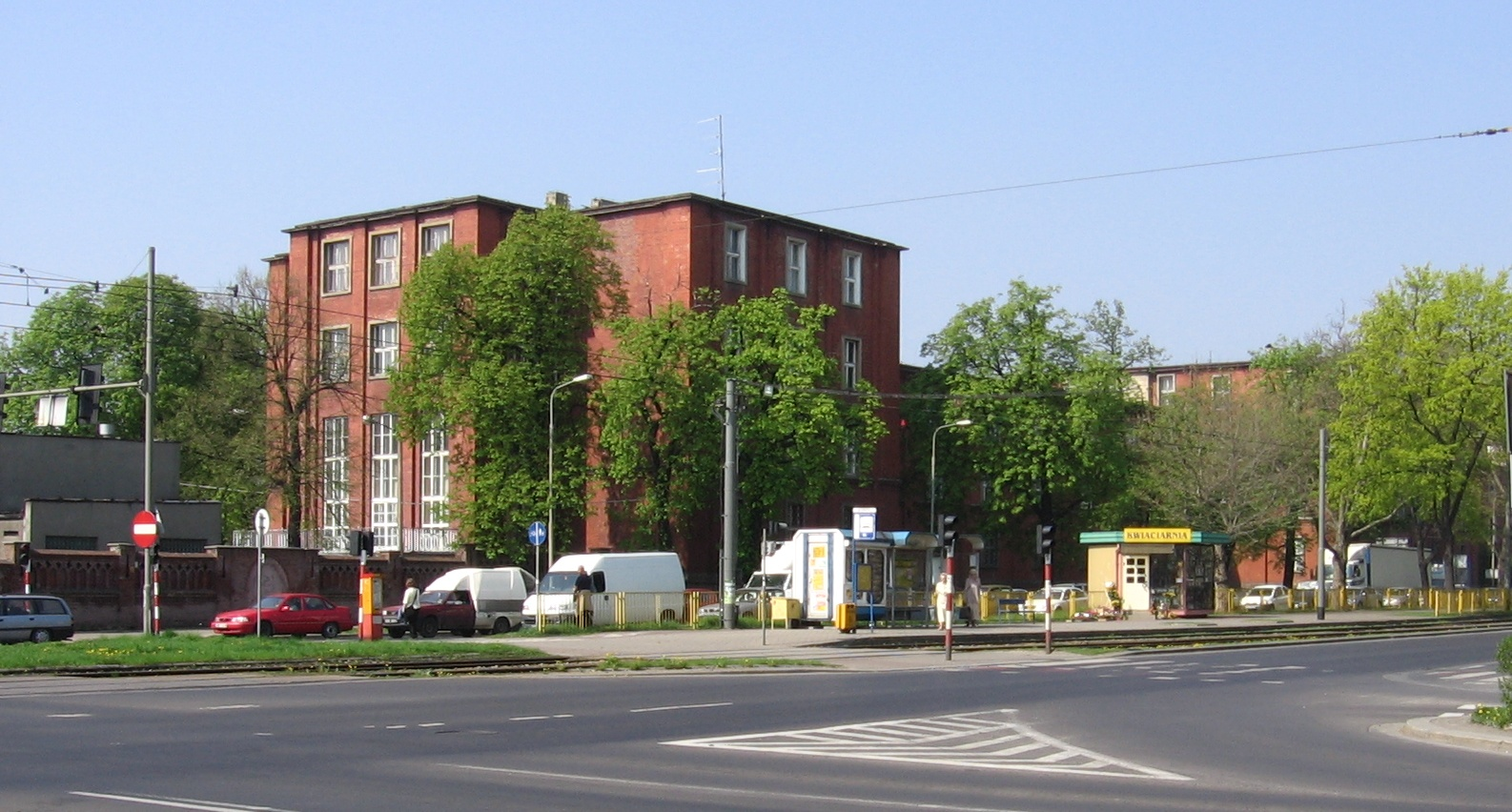
Koszary pruskich kirasjerów we Wrocławiu z połowy XIX wieku (dziś – żandarmeria)

Koszary – budynek lub zespół budynków służący jako pomieszczenia dla wojska.

## Opis
Pierwsze koszary znane były w czasach Cesarstwa Rzymskiego. Od średniowiecza do XVII wieku były one częścią grodów, zamków oraz twierdz. Później koszary budowano liczniej, wraz z rozwojem wojsk stałych, a w Polsce od wieku XVIII (koszary gwardii pieszej w Warszawie). W epoce nowożytnej początkowo były to budynki tworzone na planie czworoboku z wewnętrznym dziedzińcem, a następnie w postaci wolno stojących budynków.
Gdy całość wojska wraz z administracją i logistyką umiejscowiona jest w jednym budynku, taki typ koszar określa się mianem scentralizowanych. Koszary zdecentralizowane to zespół budynków, z których na każdy składa się osobna jednostka lub pomieszczenia administracyjne bądź gospodarcze. Współcześnie jest to najbardziej rozpowszechniony typ koszar.